# Victory Tilly
Victory Tilly (5 mars 1995 - 7 avril 2024) est un cheval de course suédois, spécialisé dans le trot attelé, entraîné par Stig H. Johansson. Détenteur d'un palmarès exceptionnel, il fut le premier cheval à afficher une réduction kilométrique inférieure à 1'09.

## Carrière de courses

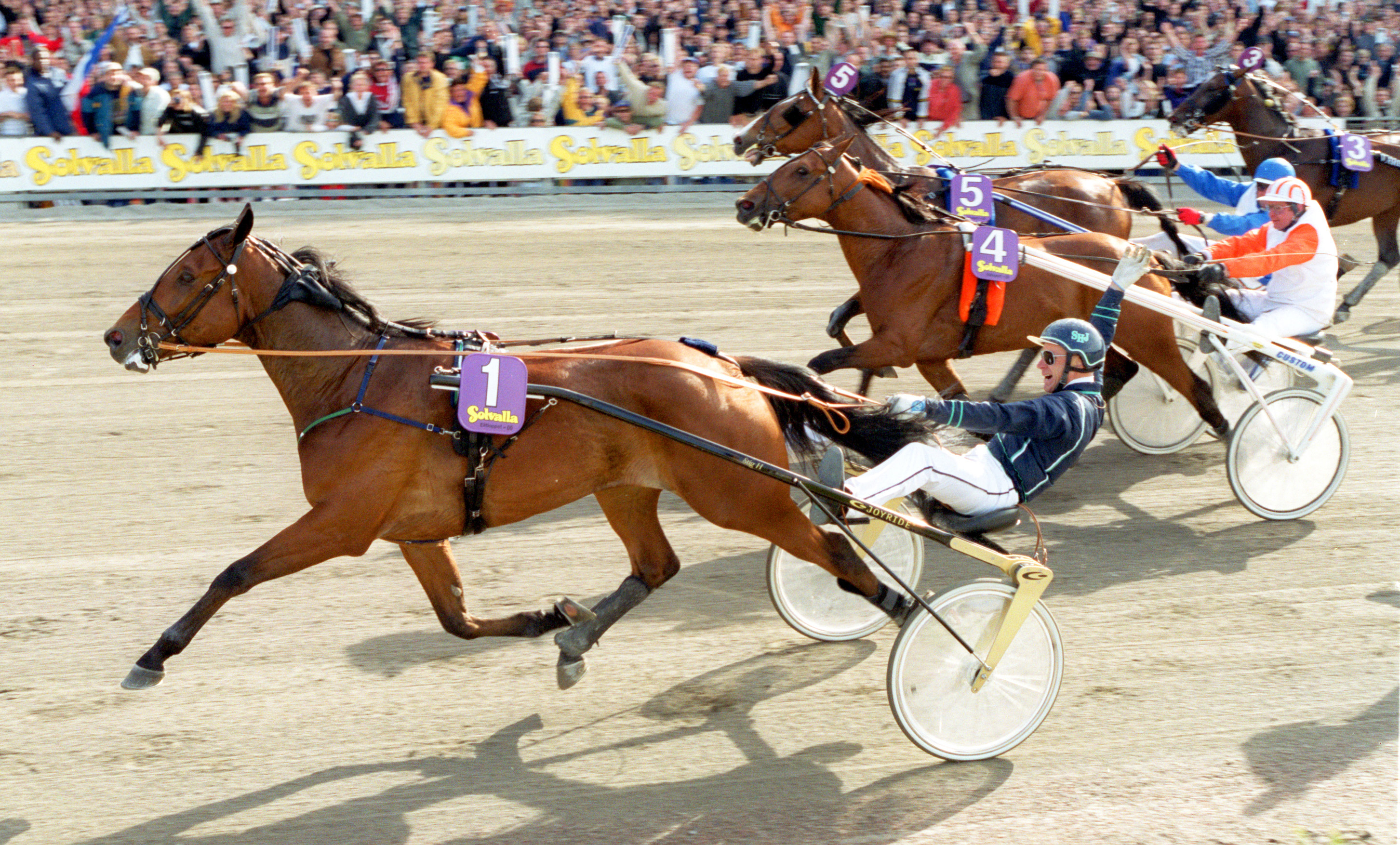
Victory Tilly remporte l'Elitloppet en 2000

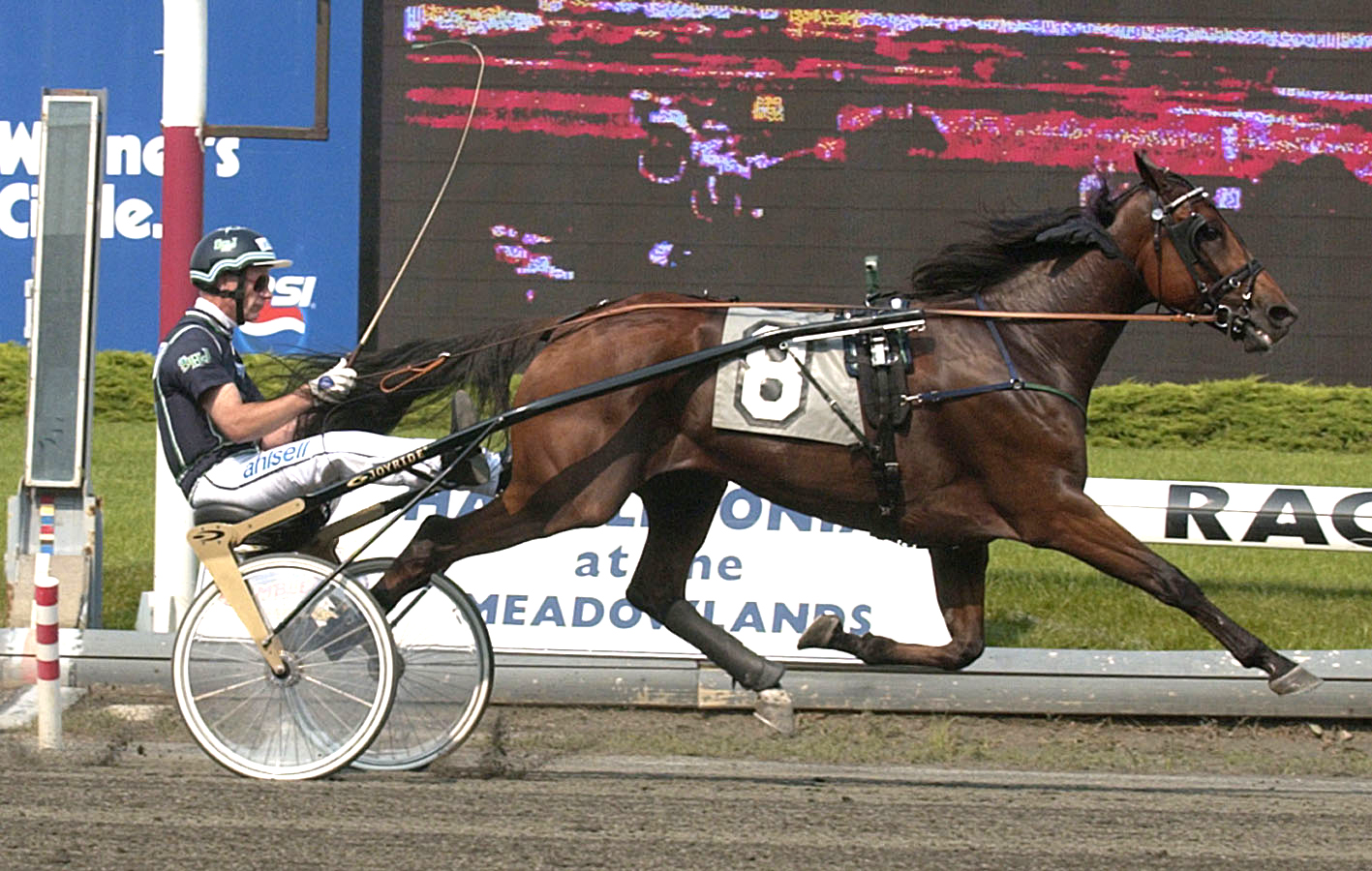
Victory Tilly bat le record du monde en 1'08"9 dans le Nat Ray en 2002.

Hongre bai mesurant 1,62 mètre au garrot, Victory Tilly est né en Suède des œuvres de l'Américain Quick Pay et de Icora Tilly (une fille du Français Fakir du Vivier) qui obtint ses galons classiques dans le Svenskt Travkriterium. Considéré comme l'un des meilleurs chevaux de l'histoire des courses suédoises, sa condition de hongre l'empêcha de participer à certains grands évènements mondiaux. Néanmoins, il s'est forgé un palmarès exceptionnel, se produisant dans le monde entier, courant jusqu'à 11 ans.
Même s'il échoua à remporter le Svenskt Travkriterium, la grande course des 3 ans suédois, Victory Tilly figura d'emblée dans l'élite de sa génération. Au début de son année de 4 ans, il est contrôlé positif à certaines substances prohibées ; ses propriétaires décident alors de vendre tout leur effectif, et le cheval, acquis pour SEK 3 500 000 par Stall Kalas, passe sous la responsabilité du plus grand entraîneur de Suède, Stig Johansson. Il remporte 14 de ses 16 courses, dont les deux plus grandes épreuves pour 4 ans, le Svenskt Travderby et la Breeders' Crown. À 5 ans, il s'impose comme le meilleur cheval scandinave, tous âges confondus, après sa victoire dans le Grand Prix d'Oslo, où il défait le crack français Général du Pommeau. Quinze jours plus tard, il se rend au départ de l'une des éditions les plus relevées, sinon la plus relevée, de l'histoire de l'Elitloppet, où s'alignent les tout meilleurs chevaux d'Europe, dont le phénomène italien Varenne et les Français Général du Pommeau, Fan Idole et Giesolo de Lou. Il sort gagnant de ce combat des chefs, devant Général du Pommeau et Fan Idole, Varenne terminant cinquième. Si ce succès représente le sommet de sa carrière, et sa seule victoire dans l'épreuve-reine du trot suédois (en cinq tentatives), Victory Tilly n'en restera pas moins parmi les meilleurs chevaux du monde au cours des années suivantes, accumulant les victoires au plus haut niveau dans toute l'Europe, sauf en France, où il ne se produira jamais.
Durant l'été 2002, il se lance dans une campagne américaine. Quatrième de la Breeders' Crown face aux meilleurs chevaux d'âge américains, il prend sa revanche sur les mêmes une semaine plus tard dans le Nat Ray, et fait sensation en battant le record du monde de vitesse, effaçant les 1'09"1 de Varenne dans la Breeders' Crown 2001. En trottant 1'08"9, il devient le premier cheval à descendre sous les 1'09 au kilomètre. De retour en Europe, il reprend le cours de ses succès : s'il ne peut s'offrir un autre succès dans l'Elitloppet, il demeure compétitif jusqu'à l'âge de 11 ans, prenant sa retraite en juin 2006 après une dernière victoire, la soixante-dixième de sa carrière, dans un groupe 2 en Suède.
Il meurt le 7 avril 2024 à Stora Alby, en Suède.

### Palmarès sélectif
Europe
- Grand Circuit européen (2000, 2001)

 Suède
- Svenskt Travderby (1999)
- Breeders' Crown des 4 ans (1999)
- Elitloppet (2000)
- Åby Stora Pris (2000, 2002)
- Jubileumspokalen (2000, 2001)
- Hugo Abergs Memorial (2000)
- Sundsvall Open Trot (2000, 2001, 2002)
- Jämtlands Stora Pris (2000, 2002, 2004, 2006)
- 2e Elitloppet (2003)
- 3e Elitloppet (2001)
- 3e Åby Stora Pris (2001)

 Italie
- Grand Prix des Nations (2001, 2002)
- Grand Prix Gaetano Turilli (2001)
- Grand Prix de la Loterie (2003)
- 3e Grand Prix de la Loterie (2002)

 Norvège
- Grand Prix d'Oslo (2000)
- Forus Open (2006)

 Danemark
- Copenhagen Cup (2001)

 États-Unis
- Nat Ray (2002)

## Origines
| Origines de Victory Tilly | Origines de Victory Tilly | Origines de Victory Tilly | Origines de Victory Tilly |
| ------------------------- | ------------------------- | ------------------------- | ------------------------- |
| Père Quick Pay            | Star's Pride              | Worthy Boy                | Volomite                  |
| Père Quick Pay            | Star's Pride              | Worthy Boy                | Warwell Worthy            |
| Père Quick Pay            | Star's Pride              | Stardrift                 | Mr.McElwyn                |
| Père Quick Pay            | Star's Pride              | Stardrift                 | Dillcisco                 |
| Père Quick Pay            | Spry Hanover              | Hoot Mon                  | Scotland                  |
| Père Quick Pay            | Spry Hanover              | Hoot Mon                  | Missey                    |
| Père Quick Pay            | Spry Hanover              | Silken Hanover            | Dean Hanover              |
| Père Quick Pay            | Spry Hanover              | Silken Hanover            | Scotch Rhythm             |
| Mère Icora Tilly          | Fakir du Vivier           | Sabi Pas                  | Carioca II                |
| Mère Icora Tilly          | Fakir du Vivier           | Sabi Pas                  | Infante II                |
| Mère Icora Tilly          | Fakir du Vivier           | Ua Uka                    | Kerjacques                |
| Mère Icora Tilly          | Fakir du Vivier           | Ua Uka                    | Flicka                    |
| Mère Icora Tilly          | Cikora Tilly              | King Frances              | Scotch Nibs               |
| Mère Icora Tilly          | Cikora Tilly              | King Frances              | Frances Bulwark           |
| Mère Icora Tilly          | Cikora Tilly              | Glenna H                  | Trader Horn               |
| Mère Icora Tilly          | Cikora Tilly              | Glenna H                  | Scotch Dot                |